# Emergence (album av Neil Sedaka)
Emergence, album av Neil Sedaka, utgivet i januari 1972 och det är producerat av Wally Gold.
LP:n finns återutgiven på lågpris-CD under titeln Superbird fast med en annan låtordning.

## Låtlista
1. I'm A Song, Sing Me (Neil Sedaka/Howard Greenfield)
2. Gone With The Morning (Neil Sedaka/Howard Greenfield)
3. Superbird (Neil Sedaka/Howard Greenfield)
4. Silent Movies (Neil Sedaka/Howard Greenfield)
5. Little Song (Neil Sedaka/Howard Greenfield)
6. Prelude (Neil Sedaka/Howard Greenfield)
7. Cardboard California (Neil Sedaka/Howard Greenfield)
8. One More Mountain To Climb (Neil Sedaka/Howard Greenfield)
9. God Bless Joanna (Neil Sedaka/Howard Greenfield)
10. Is Anybody Gonna Mis You (Neil Sedaka/Howard Greenfield)
11. What Have They Done To The Moon (Neil Sedaka/Howard Greenfield)
12. Rosemary Blue (Neil Sedaka/Howard Greenfield)
13. Wish I Was A Carousel (Neil Sedaka/Howard Greenfield)